# Gouvernement González Laxe
Galice
Albor II Fraga I
Le gouvernement González Laxe (en espagnol : Gobierno González Laxe, en galicien : Goberno González Laxe) est le gouvernement de la communauté autonome de Galice entre le 30 septembre 1987 et le 6 février 1990, sous la IIe législature du Parlement.
Il est dirigé par le socialiste Fernando González Laxe. Il repose sur une coalition tripartite entre le Parti socialiste, la Coalition galicienne (es) et le Parti nationaliste galicien (es). Il succède au second gouvernement, minoritaire, du conservateur Gerardo Fernández Albor, après l'adoption d'une motion de censure. Il cède le pouvoir au premier gouvernement, majoritaire, du libéral-conservateur Manuel Fraga, après les élections parlementaires de 1989.

## Historique du mandat
Ce gouvernement est dirigé par le nouveau président de la Junte, le socialiste Fernando González Laxe. Il est constitué et soutenu par une coalition entre le Parti des socialistes de Galice-PSOE (PSOE), la Coalition galicienne (es) (CG) et le Parti nationaliste galicien (es) (PNG). Ensemble, ils disposent de 37 députés sur 71, soit 52,1 % des sièges du Parlement.
Il est formé à la suite de l'adoption d'une motion de censure à l'encontre de Gerardo Fernández Albor, au pouvoir depuis 1982.
Il succède donc au gouvernement Albor II, constitué et soutenu par la seule Coalition populaire (CP).

### Formation
Le 15 septembre 1987, le Parti socialiste dépose une motion de censure au Parlement à l'encontre de Gerardo Fernández Albor et propose Fernando González Laxe comme candidat à la présidence de la Junte. Il bénéficie déjà du soutien du Parti nationaliste et du Parti socialiste galicien-Gauche galicienne (es) (PSG-EG). Un accord de coalition est conclu cinq jours plus tard entre le Parti socialiste, la Coalition galicienne et le Parti nationaliste, ce qui garantit à Fernando González Laxe le soutien de la majorité absolue des députés, donc le succès de la motion.
La motion de censure est effectivement adoptée par le Parlement le 23 septembre suivant, par 40 voix pour, 29 voix contre et 2 abstentions : outre le député du Bloc nationaliste galicien, le président du Parlement — membre de l'Alliance populaire — s'abstient également, en raison de sa proximité avec José Luis Barreiro (es), parti à la Coalition galicienne. Fernando González Laxe prête serment six jours plus tard, dans l'ancienne chapelle du palais de Fonseca (es), en présence notamment du ministre Joaquín Almunia.
Le soir-même, le nouveau président dévoile la composition du nouveau gouvernement régional, qui compte un vice-président et dix conseillers, et où seule la présence de Fernando Salgado García (gl) comme conseiller à l'Économie et aux Finances constitue une surprise, selon La Voz de Galicia. Ils prêtent serment et entrent en fonction dès le 30 septembre.

### Évolution
Le vice-président de la Junte, José Luis Barreiro, est mis en examen le 27 juillet 1988, des chef de corruption et prévarication dans le cadre d'une information judiciaire lancée après une plainte du gouvernement précédent relative à la possible concession frauduleuse de la loterie galicienne. Il remet sa démission deux jours plus tard, après que ses partenaires de coalition se sont joints aux demandes de l'opposition d'une décision en ce sens. Le conseiller à l'Éducation, Javier Suárez-Vence (gl), le remplace le lendemain, et cède son poste à Aniceto Núñez (gl).

### Succession
Lors des élections autonomiques du 17 décembre 1989, le Parti populaire (PP) de Manuel Fraga conquiert 38 députés sur 75, soit l'exacte majorité absolue des sièges, signant de facto la fin de la présidence de Fernando González Laxe. Après avoir été investi président de la Junte le 31 janvier 1990, il présente le 1er février la composition de son premier gouvernement, qui compte 11 membres et aucune vice-présidence. L'exécutif prête serment et entre en fonction le 6 février.

## Composition
| Poste                                                           | Titulaire | Titulaire                                                                                      | Parti    |
| --------------------------------------------------------------- | --------- | ---------------------------------------------------------------------------------------------- | -------- |
| Président                                                       |           | Fernando González Laxe                                                                         | PSOE     |
| Vice-président                                                  |           | José Luis Barreiro Rivas (es) (jusqu'au 30/07/1988) Francisco Javier Suárez-Vence Santiso (gl) | CG (es)  |
| Conseiller à la Présidence et à l'Administration publique       |           | Pablo González Mariñas (es)                                                                    | PNG (es) |
| Conseiller à l'Économie et aux Finances                         |           | Juan Fernando Salgado García (gl)                                                              | Sans     |
| Conseiller à l'Aménagement du territoire et aux Travaux publics |           | Antolín Sánchez Presedo (es)                                                                   | PSOE     |
| Conseiller à l'Éducation et à l'Enseignement supérieur          |           | Francisco Javier Suárez-Vence Santiso (gl) (jusqu'au 30/07/1988) Aniceto Núñez García (gl)     | CG (es)  |
| Conseiller à l'Industrie, au Commerce et au Tourisme            |           | Santos Oujo Bello (gl)                                                                         | CG (es)  |
| Conseiller au Travail et au Bien-être social                    |           | Miguel Martínez Losada (gl)                                                                    | PSOE     |
| Conseiller à l'Agriculture                                      |           | Francisco Sineiro García (gl)                                                                  | PSOE     |
| Conseiller à la Culture                                         |           | Alfredo Conde Cid (es)                                                                         | PSOE     |
| Conseiller à la Pêche                                           |           | José Enrique Rodríguez Peña (es)                                                               | PNG (es) |
| Conseiller à la Santé                                           |           | Pablo Padín Sánchez (es)                                                                       | CG (es)  |